# مرض جونز
مرض جونز(بالإنجليزية: john's disease)‏ أو نظير السل(بالإنجليزية: Paratuberculosis)‏ هو إحدى الأمراض البكتيرية الضارية والسريعة الانتشار بين قطعان المجترات والتي تسببه بكتيريا متفطرة شبيه السل (Mycobacterium avium supspecies paratuberculosis) (MAP) وتصيب البكتيريا الامعاء الدقيقة وخصوصا الجزء لفائفي. وقد لوحظ إصابة أنواع واسعة من الحيوانات كالارانب والقوارض والثعالب والخيل والكلاب. ومن أهم الخصائص العامة لمرض جونز هو فترة الحضانة الطويلة التي قد تستغرق ما بين سنتين إلى ثلاث سنوات وحساسية الحيوانات الصغيرة العالية في الإصابة مع انخفاض هذه الحساسية مع الحيوانات الكبيرة. وتتسبب الإصابة بالبكتيريا إلى اضرار اقتصادية كبيرة ناجمة من هبوط حاد في إنتاج الحليب والهزال في حيوانات المزرعة بالإضافة إلى احتمال الدور الذي تلعبه البكتيريا في داء كرون الذي يشكل تهديدا للصحة العامة.

## نبذة تاريخية
يرجع اكتشاف مرض جونز إلى الطبيب البيطري الألماني فردريك هارمس (Herr Frederick Harmes) عام 1894 عند فحصه لبقرة لاحد المزارعين التي كانت تعاني من هزال شديد واسهال مزمن. وقد لاحظ هارمس عدم تطابق اعراض المرض مع أي من الامراض المعروفة والنتيجة السلبية للفحص الجلدي لتشخيص السل (اختبار مانتو). وقد عمد هارمس بعد موت البقرة المصابة إلى إرسال مقطع من امعائها والمعدة لمزيد من الاختبارات إلى وحدة الامراض البيطرية في جامعة درسدن والتي تم اختبارها من قبل اثنين من أخصائي الأمراض وهم كل من دكتور هنريخ جون (Dr. H.A. Johne) والدكتور فورثنغهام (Dr. L. Frothingham). وقد لاحظا التغيرات المرضية الناتجة من تضخم جدار الامعاء وتراكم عدد كبير من خلايا البيضاء وعند إجراء الفحوصات البكتيريا تم التعرف على عدد كبير من البكتيريا ذات تلوين تسيل-نلسن (Acid-fast). وقد تكهن كل من جون وفورثنغهام الـى ان البكتيريا بالرغم من تشابهها ببكتيريا السل البشري الا ان الاعراض اقرب إلى ما تسببه بكتيريا السلام عليكم للطيور (Avian tuberculosis) وقد اطلقا على المرض اسم السل الكاذب (pseudotuberculosis). وقد تمكن كل من العالمين تورت (Twort) وهولث (Holth) -بشكل مستقل- في عام 1910 عزل المسبب المرضي وتم التعرف على خصائصه. وما ان حل عقد العشرينيات من القرن العشرين حتى اكتمل التعرف على المسبب المرضي وتم تطوير وسائل تشخيص مصلية متنوعة للتعرف عليه. 

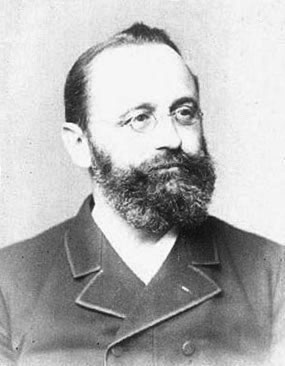
دكتور هنريخ البرت جون

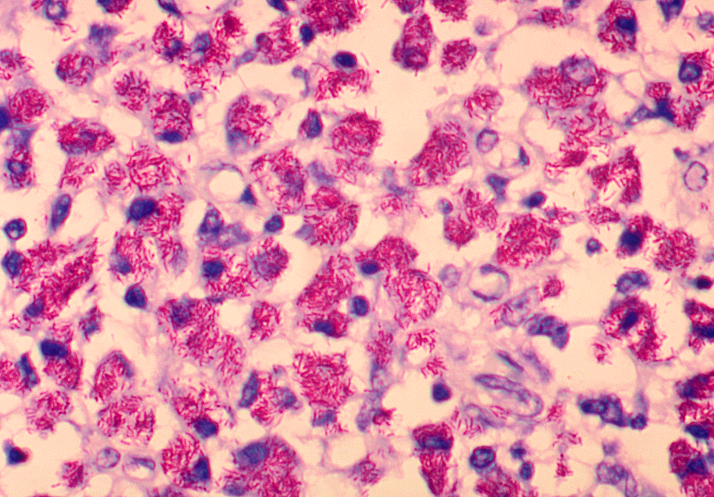
مفطرة شبيه السل بتلوين تسيل-نيلسون

## المسبب المرضي
تعتبر المتفطرة نظير السل (Mycobacterium avium supspecies paratuberculosis) المسبب لمرض جونز وتصنف من الجراثيم التي يتم التعرف عليها بتلوين تسيل-نلسن (Acid-fast). وقد تم دراسة البكتيريا بشكل واسع مما ادى إلى تفكيك المركب الكيميائي للجدار والتفكيك الكامل للشفرة الوراثية للبكتيريا للتعرف على الخارطة الوراثية. متفطرة نظير السل بكتيريا بطيئة النمو ذات قطر يتراوح بين 0.5 - 1.5 مايكروميتر والتي تتمتع بقدرة عالية في تحمل الظروف البيئية والعوامل الفيزيائية والكيميائية المختلفة. وقد تم تحديد ثلاث أنواع من متفطرة نظير السل بناءا على الحيوانات التي تم العزل منها. نظير السل في الاغنام يعرف بالنوع-I واما البكتيريا المعزولة من الابقار تصنف مع النوع -II واما النوع-III ينتشر بين الحيوانات الأخرى وغير المجترات. ونمو البكتيريا يتطلب وجود مركب الحديد والذي يستلزم امتصاصه بمساعدة مادة مايكو بكتين ج Mycobactin. الخارطة الوراثية لمتفطرة نظير السل تتكون من 4,829,781 زوج قاعدي (زوج قاعدي). وقد تم تحديد المركب الكيميائي الكامل لمتفطرة شبيه السل والذي كان لها الدور الكبير في تحديد المركبات المهمة التي تلعب دور كبير في المرضية  (pathogenesis) وتحفيز الجهاز المناعي والتي تعتبر مركبات مرشحة لتطوير لقاح فعال لمكافحة المرض. 
تنتقل البكتيريا من المصاب إلى الحيوانات الأخرى عبر الاعلاف الملوثة أو عبر الحليب من الام المصابة وقد تلد الام المصابة بحيوانات مصابة لانتقال المرض خلال فترة الحمل. خلال المرحلة الأولى تكمن في العقد اللمفاوية المحيطة بالامعاء في فترة الحضانة والتي تنتقل بواسطة الخلايا البلعمية (Macrophages) التي تتخذ منها مأوى للتكاثر والحماية من الجهاز المناعي إلى الامعاء والدخول إلى الدورة الدموية. لمتفطرة شبيه السل نوعان من الاصناف، نوع يتمتع بالقدرة العالية في التكاثر والقذف خارج الجسم (high shedder) ونوع بطيء في التكاثر والقذف خارج الجسم (low shedder).

## مراحل المرض وتطوره
يمر المرض بمراحل عدة لحين ظهور أعراضه على الهيئة المعروفة في الحيوانات المصابة من الإسهال المزمن والهزال ولكن ما يشاهد على الكثير من الحيوانات التي تبلغ هذه المرحلة في القطعان المصابة عدم ظهور أي أعراض لكنها تتحول إلى مصدر للإصابة من خلال قذف البكتيريا في البيئة المحيطة من خلال روثها.
أكدت الدراسات المرضية أن الصورة العامة للمرض تتركز في الجزء اللفائفي (ileum) من الامعاء وأهم الاعراض في التشريح العيني هو التهاب الأوعية الليمفاوية المعوية المزمن واعتلال العقد اللمفية المساريقي. بالإضافة إلى ذلك، فإن أبرز إصابات العدوى هو تمويج الغشاء المخاطي المعوي. يمر المرض في أربع مراحل خلال تطوره في الحيوان المصاب:

### المرحلة الأولى
تعرف هذه المرحلة بالمرحلة الصامتة التي لا تظهر أي شكل من أشكال الأعراض المرضية إلا أن الحيوانات الصغيرة المصابة في هذه المرحلة تعتبر أحد المصادر الاساسية لنشر العدوى في الحقل.

### المرحلة الثانية
تعتبر هذه المرحلة استمرار للمرحلة السابقة إلا أن رصد البكتيريا ممكن بالفحص الدقيق والمتابعة المستمرة إلا أن الاختبارات المصلية أضعف من رصد الاجسام المضادة للبكتيريا.

### المرحلة الثالثة
تتميز هذه المرحلة بالرصد الكثيف للبكتيريا المقذوفة في الروث مع امكانية رصد الاجسام المضادة بوسائل التشخيص المتقدمة مثل مقايسة امتصاصية للانزيم المرتبط (Enzyme Linked Immuno-sorbent Assays (ELISA) . وقد تتراجع حالة الحيوان المصاب إلى المرحلة الثانية.

### المرحلة الرابعة
تتميز هذه المرحلة بظهور كافة الأعراض المميزة لمرض جونز من الهزال والإسهال المزمن والوذمة بين الفك السفلي وأهم الأعراض النسيجية التي تشمل التهاب الأوعية الليمفاوية المعوية المزمن واعتلال العقد اللمفية المساريقي بالإضافة إلى امكانية رصد متفطرة شبيه السل في كافة أعضاء الجسم. ويعتبر تصلب الشراين في هذه المرحلة من أهم الأعراض الواضحة في هذه المرحلة.

## الاستجابة المناعية لشبيه السل
بالرغم من الدراسات المستفيضة للاستجابة المناعية لشبيه السل إلا أن ما يحدث بشكل دقيق في التفاعل بين متفطرة شبيه السل والخلايا المناعية غير واضح كاملا. الا ان المؤكد هو ان مناعة خلوية تعد من الوسائل الوسائل الدفاعية التي تواجه الإصابة في المراحل المبكرة الا ان هذه الاستجابة تضعف مع الزمن لتستبدل ب مناعة خلطية. إلا أن هناك أدلة على الاستجابة المناعية المبكرة بكلا النوعين للمرض إلا أن مستوى الاجسام المضادة في المراحل المبكرة لا يمكن رصده حتى بوسائل التشخيص الحديثة. وقد اظهرت الدراسات الحديثة ان متفطرة شبيه السل تثبت وجودها في الخلايا المصابة والهروب من الاستجابة المناعية من خلال التلاعب بمستوى أنواع الدهون المختلفة في الدم.

## شبيه السل فيالإبل
تم رصد شبيه السل في الإبل في المملكة العربية السعودية وسلطنة عمان وكثير من الدول العربية. يسمى شبيه السل في الإبل عند أهل البادية في المملكة العربية السعودية (بالسلاخ) وذلك وصفا للأعراض التي تظهر في امعاء الإبل المصابة أو ربما الهزال. ولا فرق في أعراض المرض وصورة الإصابة في الانسجة عن الحيوانات الأخرى الا ان نوع البكتيريا المختصة بإصابة الإبل هي من صنف شبيه السل المعروف باصابة الاغنام. الدراسات الكثيرة عن شبيه السل في الإبل تدل على انتشار واسع لشبيه السل بين قطعان الإبل في المملكة العربية السعودية مما يتطلب جهدا كبيرا للتعرف على اسباب الانتشار وطرق مكافحة المرض في الإبل.

### تشخيص الإصابة في الإبل

#### عزل مفطرة شبيه السل
تستخدم البيئة (Herrold's Egg Yolk Agar: With Mycobactin J) والتي تحتوي على مصدرين مهمين لنمو البكتيريا الأول الدهون التي تمكن البكتيريا من بناء المركب الجداري وإنزيم المايكوبكتين ج (MycobactinJ) الذي يعد عاملا مهما في تمثيل الحديد الذي تحتاجه البكتيريا في ثمثيلها الغذائي والذي تفتقر إلى تصنيعه. ويستغرق نمو البكتيريا باستخدام مثل هذه البيئة فترة طويلة قد تصل إلى 6 اسابيع.وهناك وسائل عزل متطورة حديثة تعمل على تسريع نمو البكتيريا وامكانية عزل كميات كبيرة من العينات ومن أهم هذه الوسائل استخدام الانابيب المزودة ببيئة سائلة قادرة على بث مادة ملونة (Fluorescence) عند نمو البكتيريا وتعرف بانابيب المزودة بمؤشر النمو (Mycobacteria growth indicator tube) ومن الاجهزة الحديثة في تطبيق هذه التقنية هو (Bactic Mgit System).

#### وسائل التشخيص الحديثة
أثبتت الدراسات أن وسائل التشخيص الحديثة فعالة في التعرف على الحيوانات المصابة وخصوصا مقايسة امتصاصية للإنزيم المرتبط (Enzyme Linked Immuno-sorbent Assays) (ELISA) وتفاعل البوليميرازالمتسلسل (PCR)  (Polymerase chain reaction). إلا أن وسائل التشخيص المذكورة تعاني من نفس المشاكل التي تم مواجهتها في تشخيص المرض في الابقار والحيوانات الأخرى. حيث لوحظ ضعف ELISA في الرصد المبكر للمرض في مرحلة ما قبل السريرية (preclinical) وخصوصا تلك المطابقة للمرحلة الأولى والثانية من مراحل تطور المرض. ويرجع هذا الضعف في الرصد المبكر للإصابة إلى ضرورة استخدام المركب البروتيني أو البروتين- الدهني (lipoprotein) الذي يلعب دورا كبيرا في تحفيز جهاز المناعة في المرحلة الأولى من تطور الإصابة. وبالرغم من ان تقنية تفاعل البوليميرازالمتسلسل تتميز بالحساسية العالية في الكشف عن البكتيريا في الروث والدم والحليب إلا أن قدرة هذه التقنية على التمييز بين البكتيريا الحية والميتة غير ممكنة كما أن هذه التقنية تفشل في رصد البكتيريا في حالات الإصابة بنوع من البكتيريا ضعيفة القذف (low shedders). وتعد الوسائل الحديثة التي تطبق نظام تفاعل البوليميراز المتسلسل اللحظي (ٍReal time -PCR) من الوسائل التي حسنت قابلية هذه التقنية وزادت من حساسيتها من خلال اعتماد مقطع متميز من الخارطة الوراثية لشبيه السل والمعروف بمقطع IS-900.

## لقاحات شبيه السل
تنقسم اللقاحات الخاصة بالوقاية من شبيه السل إلى:

### اللقاحات التقليدية
ويشمل اللقاح بالدرجة الأساس البكتيريا الميتة (killed vaccine) ويستخدم كمنتج تجاري (Mycopar) في الولايات المتحدة أو اللقاح المصنع من قبل الشركة الاسبانية (CZ Veterinaria) تحت المسمى التجاري (Gudair) والذي يستخدم بالدرجة الأساس لتطعيم الاغنانم في نيوزيلندا والدول الأوروبية. وبالرغم من سعة استخدام هذا النوع من اللقاح إلا أن تاثيره في الوقاية منخفض ويتسبب في تشويه الصورة المرضية في الحقل من خلال الصعوبة في التمييز بين الحيوان المصاب والمطعم لانه لا يعتبر من اللقاحات المصنفة باسم التفريق بين المصابين بالحيوانات المحصنة DIVA (Differentiating Infected from Vaccinated Animals . كما ان هناك لقاح حي مصنع من أحد عترات بكتيريا الاغنام وله تاثير مناعي عابر والمحاولات مستمرة لتطوير هذا النوع من اللقاح.

### اللقاحات المطورة بالهندسة الوراثية
يتركز اغلب هذا النوع من اللقاحات والتي في مجملها ذات طابع تجريبي على فكرة الطفرات الوراثية الموجهة. (Site-directed mutagenesis) لإنتاج متحولات (mutant) قابلة على التحفيز المناعي دون القدرة على إنتاج الإصابة. بالإضافة إلى أسلوب الاستنساخ (cloning) في إنتاج المركب البروتيني المحفز لانتاج المناعة الخلوية. النتائج المخبرية لكثيرمن هذه اللقاحات لها نتائج ايجابية إلا أن الكثير منها مازال بانتظار التطبيق الميداني بالإضافة إلى معرفة مدى قدرة هذا النوع من اللقاحات لتصنيفها كلقاحات التفريق بين المصابين بالحيوانات المحصنة.